# Cornelis Evertsen de Jonge
Cornelis Evertsen de Jonge (Vlissingen, 16 april 1628 — aldaar, 20 september 1679) was een Nederlands admiraal uit de 17e eeuw.
Cornelis was de tweede zoon van de Zeeuwse luitenant-admiraal Johan Evertsen en Maayken Gorcum; hij was de neef van luitenant-admiraal Cornelis Evertsen de Oude en de volle neef van diens zoon luitenant-admiraal Cornelis Evertsen de Jongste, met wie hij nog weleens verward wordt.
Zoals bij kapiteinszoons gebruikelijk voer Kees al jong mee op het schip van zijn vader. Op zijn vijftiende was hij kwartiermeester; in 1648 schipper (hoogste onderofficier) op zijn vaders vlaggenschip de Hollandia; in 1651 was hij daarop luitenant-commandeur, dus waarnemend kapitein. Cornelis werd in juni 1652 kapitein op de Vlissingen, een directieschip (particulier gefinancierde oorlogsbodem), tijdens de Eerste Engels-Nederlandse Oorlog. In de Slag bij Ter Heijde was hij vlaggenkapitein van zijn vader; hij raakte in dat gevecht zwaargewond en de admiraliteit betaalde driehonderd guldens voor de geneesmiddelen.
Na de oorlog kreeg hij konvooidiensten. In 1659 werd hij gewoon kapitein, dus in vaste dienst. In 1661 lukte het hem  bij de Lizard Jean Collaert gevangen te nemen, een telg uit de beruchte Duinkerker kaperfamilie, die nu als piraat vanaf de Britse eilanden opereerde en als kaper werkte voor Portugal. Hij kreeg hiervoor een gouden ereketen. Datzelfde jaar was hij kapitein van de Delft in de Middellandse Zeevloot. Hij bevrijdde zestien christenslaven. 
Na de Slag bij Lowestoft in 1665 tijdens de Tweede Engels-Nederlandse Oorlog, toen hij in het eskader van zijn vader derde in bevel was op de Utrecht, werd hij op 15 juli benoemd tot schout-bij-nacht bij de Admiraliteit van Zeeland. Hij vocht op de Zierikzee in de Vierdaagse Zeeslag. Hij werd viceadmiraal op 5 september 1666, het jaar waarin zijn vader en oom sneuvelden. Hij deed niet mee aan de Tocht naar Chatham in 1667 omdat Zeeland te laat was met het uitrusten van een eskader.
In de Derde Engels-Nederlandse Oorlog was hij present in alle zeeslagen, met als vlaggenschip nog steeds de Zierikzee. Hij was in de Hollandse Oorlog deel van de mislukte expeditie van Michiel Adriaanszoon de Ruyter tegen Martinique in 1674. In 1676 vocht hij met de Deense opperbevelhebber Cornelis Tromp tegen de Zweden als commandant van een Nederlandse hulpvloot, maar kwam met de Zeeuwse schepen opnieuw te laat voor het eigenlijke gevecht. In 1678 voerde hij operaties uit tegen de Franse vloot in de Middellandse Zee en aan de Franse westkust, in samenwerking met Spanje. Hij dwong de Fransen Messina op te geven.
Cornelis was een ontwikkeld man die met een regentendochter trouwde en na haar dood, in 1655 hertrouwde met een rijke dame van stand. Hij stierf zeer welgesteld op 20 september 1679 aan een ziekte. Omdat het familiepraalgraf in de Noordmonsterkerk te Middelburg nog niet gereed was, werd hij begraven in de Sint Jacobskerk te Vlissingen.
- Biografisch Portaal: 84145823
- Digitale Bibliotheek voor de Nederlandse Letteren: ever079